# David Bahati
David Bahati, född 6 augusti 1973 är en ugandisk politiker och parlamentsledamot i Ugandas parlament. Han är parlamentsledamot för valkretsen Ndorwa County West och är medlem av National Resistance Movement, det styrande partiet i Uganda.